# Nannestad
Nannestad là một đô thị ở hạt Akershus, Na Uy.
Nannestad đã được thành lập thành một đô thị ngày 1/1/1838 (xem formannskapsdistrikt).
Đô thị này được đặt tên theo nông trại Nannestad (tiếng Na Uy Cổ Nannastaðir) do nhà thờ đầu tiên được xây tại đây.